# Craig Boyce
Craig Vincent Boyce (ur. 2 sierpnia 1967 w Sydney) – australijski żużlowiec.

## Życiorys
Pierwszy sukces na torze żużlowym osiągnął w roku 1987, zajmując w młodzieżowych indywidualnych mistrzostwach Australii V miejsce. W latach 1989–1997 ośmiokrotnie wystąpił w finałach indywidualnych mistrzostw swojego kraju, czterokrotnie zdobywając medale: 3 złote (1991, 1996, 1997) oraz srebrny (1995). Od 1991 brał udział w rozgrywkach o tytuł Indywidualnego Mistrza Świata, w roku 1994 w Vojens osiągając największy indywidualny sukces w postaci brązowego medalu. W turnieju tym zdobył wraz z Tonym Rickardssonem i Hansem Nielsenem po 12 pkt, ale w dodatkowym wyścigu o złoty medal przyjechał na trzeciej pozycji. W kolejnych latach trzykrotnie startował w cyklu Grand Prix, zajmując w 1995 roku XI, w 1996 – XIV, a w 1998 – XX miejsce. Dwukrotnie zdobył medale Drużynowych Mistrzostw Świata: złoty w 2001 oraz srebrny w 2004 roku.
Od roku 1988 startował w lidze brytyjskiej (w klubach Poole Pirates, Oxford Cheetahs, Swindon Robins, King’s Lynn Stars, Ipswich Witches oraz Isle Of Wight Islanders), natomiast od 1996 w lidze polskiej, reprezentując barwy Stali Rzeszów (1996), Unii Leszno (1997), Pergo Gorzów Wielkopolski (2000), Polonii Piła (2001) i WKM Warszawa (2002). Posiada jeden medal DMP: brązowy (2000), który zdobył z zespołem Pergo Gorzów Wielkopolski. Występował również na torach w Szwecji (m.in. w klubie Västervik Speedway).
W świecie żużlowym „wsławił się” w roku 1995, kiedy podczas trwania Grand Prix Wielkiej Brytanii w Londynie uderzył w twarz Tomasza Golloba po biegu, w którym upadł.
Po zakończeniu kariery był m.in. menedżerem narodowej drużyny Australii. Zajął się również tuningiem silników żużlowych.

## Przynależność klubowa
Wielka Brytania
- Poole Pirates (1988–1990)
- Oxford Cheetahs (1991)
- Poole Pirates (1992–1994)
- Swindon Robins (1995)
- Poole Pirates (1996–1998)
- Oxford Cheetahs (1999)
- King’s Lynn Stars (2000)
- Ipswich Witches (2001–2003)
- Oxford Silver Machine (2003)
- Isle of Wight Islanders (2004–2005)
- Poole Pirates (2006–2007)

Dania
- Fredericia Motor Klub (1991)

Szwecja
- Västervik Speedway (1991–1992)
- Västervik Speedway (1994)
- Västervik Speedway (1996–2004)

Polska
- Stal Rzeszów (1996)
- Unia Leszno (1997)
- Pergo Gorzów Wielkopolski (2000)
- TS Polonia Piła (2001)
- WKM Warszawa (2002)

Niemcy
- AC Landshut (1999)

## Starty w Grand Prix
| Sezon | Numer | 1      | 2      | 3     | 4      | 5      | 6      | Msc. | Pkt. |
| ----- | ----- | ------ | ------ | ----- | ------ | ------ | ------ | ---- | ---- |
| 1995  | 3     | POL 11 | AUT 8  | DEU 7 | SWE 14 | DNK 10 | GBR 10 | 11   | 60   |
| 1996  | 17    | POL    | ITA 12 | DEU 2 | SWE 4  | GBR 4  | DNK 8  | 14   | 30   |
| 1998  | 16    | CZE 3  | DEU 4  | DNK 1 | GBR 1  | SWE 4  | POL 5  | 20   | 18   |

| Statystyki        | Statystyki |
| ----------------- | ---------- |
| Starty            | 17         |
| Zwycięstwa        | 0          |
| Miejsca na podium | 0          |
| Finalista         | 0          |
| Punkty            | 108        |

## Osiągnięcia
Indywidualne Mistrzostwa Świata
- 1994 –  Vojens – 3. miejsce – 12+1 pkt → wyniki
- 1995 – 6 rund – 11. miejsce – 60 pkt → wyniki
- 1996 – 6 rund – 14. miejsce – 30 pkt → wyniki
- 1998 – 6 rund – 20. miejsce – 18 pkt → wyniki

Drużynowe Mistrzostwa Świata
- 1994 –  Brokstedt – 4. miejsce – 10+2 pkt → wyniki
- 1995 –  Bydgoszcz – 5. miejsce – 6 pkt → wyniki
- 2000 –  Coventry – 4. miejsce – 0 pkt → wyniki

Drużynowy Puchar Świata
- 2001 – Zawody finałowe odbywały się w  Polsce – 1. miejsce → wyniki
- 2004 – Zawody finałowe odbywały się w  Wielkiej Brytanii – 5. miejsce → wyniki
- 2006 – Zawody finałowe odbywały się w  Wielkiej Brytanii – 4. miejsce → wyniki

Mistrzostwa Świata Par
- 1992 –  Lonigo – 7. miejsce – 5 pkt → wyniki
- 1993 –  Vojens – 6. miejsce – 1 pkt → wyniki

Indywidualne Mistrzostwa Australii
- 1989 – Newcastle – 7. miejsce – 10 pkt → wyniki
- 1991 – Alice Springs – 1. miejsce – 15 pkt → wyniki
- 1992 – Adelaide – 8. miejsce – 8 pkt → wyniki
- 1993 – Brisbane – 6. miejsce – 9 pkt → wyniki
- 1994 – Mildura – 4. miejsce – 11 pkt → wyniki
- 1995 – Gosford – 2. miejsce – 13+3 pkt → wyniki
- 1996 – Newcastle – 1. miejsce – 15 pkt → wyniki
- 1997 – Brisbane – 1. miejsce – 15 pkt → wyniki

Młodzieżowe Indywidualne Mistrzostwa Australii
- 1987 – Shepparton – 5. miejsce – 8 pkt → wyniki